# Atratothemis reelsi
Atratothemis reelsi là loài chuồn chuồn trong họ Libellulidae. Loài này được Wilson mô tả khoa học đầu tiên năm 2005.